# Mandaryn

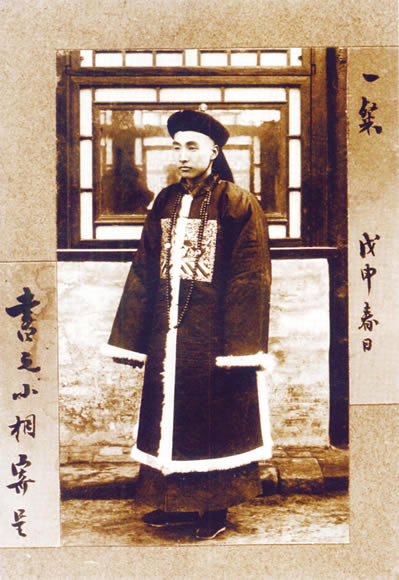
Mandaryn z czasów dynastii Qing

Mandaryn – urzędnik w cesarskich Chinach. Istniało wiele rang mandarynów, od szczebla lokalnego, przez prowincję, aż po urzędników władz centralnych pracujących bezpośrednio przy cesarskim dworze. Przez 1300 lat, od 605 do 1905 roku mandaryni uzyskiwali swoje stanowisko na drodze surowych egzaminów urzędniczych. Chiny były pierwszym na świecie krajem, który wprowadził takie egzaminy, dlatego ustrój Cesarstwa Chińskiego określa się czasem jako feudalizm biurokratyczny.

## Etymologia
Termin mandaryn prawdopodobnie wywodzi się z sanskrytu, od słowa mantrin, oznaczającego wysokiego urzędnika, ministra. Rozpowszechniony w Europie portugalski termin mandarim, w znaczeniu „minister” lub „radca”, został przejęty z języka malajskiego, od słowa mandari, oznaczającego dowódcę. Według innej teorii źródłosłów jest chiński, z epoki Qing, kiedy określenie mandaren (满大人) oznaczało mandżurskiego urzędnika. W chińskim słowo tłumaczy się jako guan (官) – „urzędnik”, „urzędowy” itd.

## Chińska biurokracja cesarska
To właśnie klasa mandarynów, cesarskich biurokratów, odróżnia feudalizm w Chinach od feudalizmu europejskiego albo japońskiego, w których władza w dużej mierze spoczywała w rękach klasy wojowników. O ile częścią europejskiego i japońskiego dziedzictwa kulturowego jest etos rycerski i samurajski, o tyle podobną rolę pełni w Chinach etos mandaryna-uczonego.
Mandaryni zdobywali pozycję dzięki studiowaniu klasycznych ksiąg konfucjańskich (przygotowując się do egzaminów), dlatego uczeni i nauczyciele cieszą się w Chinach wielkim poważeniem. Mandaryni kultywowali poezję i kaligrafię, cenili również studiowanie historii.
Etos rycerski zakorzeniony był w chrześcijaństwie, samurajski – w zen, a etos mandarynów – w konfucjanizmie. Mandaryni ćwiczyli się w sztukach wojennych, ale – poza strategią (patrz: Sunzi), nigdy nie cieszyły się one w Chinach poważaniem. Wojskowi w Państwie Środka traktowani byli jak inni fachowcy (np. budowniczowie) i nigdy nie zajmowali tak wysokiej pozycji społecznej jak w Europie i Japonii.
Służba cywilna istniała w Chinach od czasów dynastii Zhou, jednak większość stanowisk obsadzano szlachtą. Po powstaniu scentralizowanego cesarstwa rolę szlachty zmniejszano, żeby zapobiec tendencjom odśrodkowym. Już za dynastii Han wprowadzono egzaminy, które miały sprawić, że stanowiska przypadną ludziom kompetentnym. Odnowione za dynastii Sui  i Tang, ostateczną formę egzaminy przybrały za czasów dynastii Song. U schyłku dynastii Qing, próbowano mandarynów zastąpić urzędnikami cywilnymi na wzór zachodni.
Od mandarynów wywodzi się nazwa języków mandaryńskich. Od czasów dynastii Ming "język mandaryński", oparty na dialekcie stolicy – (Pekinu), pełnił dla chińskich biurokratów rolę lingua franca. Po powstaniu ChRL opracowano tzw. standardowy język mandaryński, przeznaczony do powszechnej nauki w szkołach.
Mandaryni dzielili się na cywilnych (wenguan) i wojskowych (wuguan). Nosili uniformy, z wyszywanymi symbolami, które pozwalały poznać ich rangę. Od niej zależał także rozmiar świty, rozmiar lektyki itd. Poszczególnym stopniom odpowiadały następujące wizerunki:
Urzędnicy cywilni
- stopień pierwszy – żuraw cesarski (xianhe)
- stopień drugi – bażant złocisty (jinji)
- stopień trzeci – paw (konggiao)
- stopień czwarty – dzika gęś (yun yan)
- stopień piąty – bażant srebrzysty (baixian)
- stopień szósty – kormoran (luci)
- stopień siódmy – kaczka mandarynka (yuahyang)
- stopień ósmy – przepiórka (huangli)
- stopień dziewiąty – sroka z białym ogonem (anchun)

Urzędnicy wojskowi
- stopień pierwszy – jednorożec (qilin)
- stopień drugi – lew (shizi)
- stopień trzeci – lampart (bao)
- stopień czwarty – tygrys (hu)
- stopień piąty – niedźwiedź (xiong)
- stopień szósty – niedźwiedź syczuański (pi)
- stopień siódmy – mały tygrys (biao)
- stopień ósmy – koń morski (haima)
- stopień dziewiąty – nosorożec (xiniu)

Po objęciu rządów przez dynastię Qing, do stroju mandarynów dodano czapki z koralikami na szczycie, którym przyporządkowano oznaczenia w zależności od stopni:
- stopień pierwszy – koralowy z hieroglifem shou (壽, długowieczność)
- stopień drugi – koralowy bez symboli
- stopień trzeci – granatowy
- stopień czwarty – turkusowy
- stopień piąty – kryształowy
- stopień szósty – biały nefryt
- stopień siódmy – biały nefryt
- stopień ósmy – złoty
- stopień dziewiąty – złoty

Siedzibą mandarynów był yamen – urząd, który znajdował się w każdym większym mieście.
Osobnym zagadnieniem związanym z mandarynami jest towarzysząca im gigantyczna korupcja. Pozycja mandaryna wiązała się z wielkim prestiżem społecznym i dostępem do cesarza, otrzymywali oni jednak skromne wynagrodzenie i mieszkali w ubogich domostwach. Sytuacja ta w połączeniu z ogromnymi możliwościami mandarynów i faktem, że stanowili oni nieliczną elitę, powodowała plagę korupcji w cesarskich Chinach. Przyjmowali opłaty za załatwianie wszelkich spraw, sami zaś przejmowali skonfiskowaną przez państwo ziemię i zagarniali dochody z kontrolowanych przez siebie przedsięwzięć państwowych, podatków, a nawet racje żywnościowe dla wojska.